# Carlo Federico di Baden
Carlo Federico di Baden (Karlsruhe, 22 novembre 1728 – Karlsruhe, 10 giugno 1811) è stato margravio di Baden-Durlach, margravio di Baden, principe elettore di Baden e granduca di Baden con il nome di Carlo I.

## Biografia

### Infanzia ed educazione

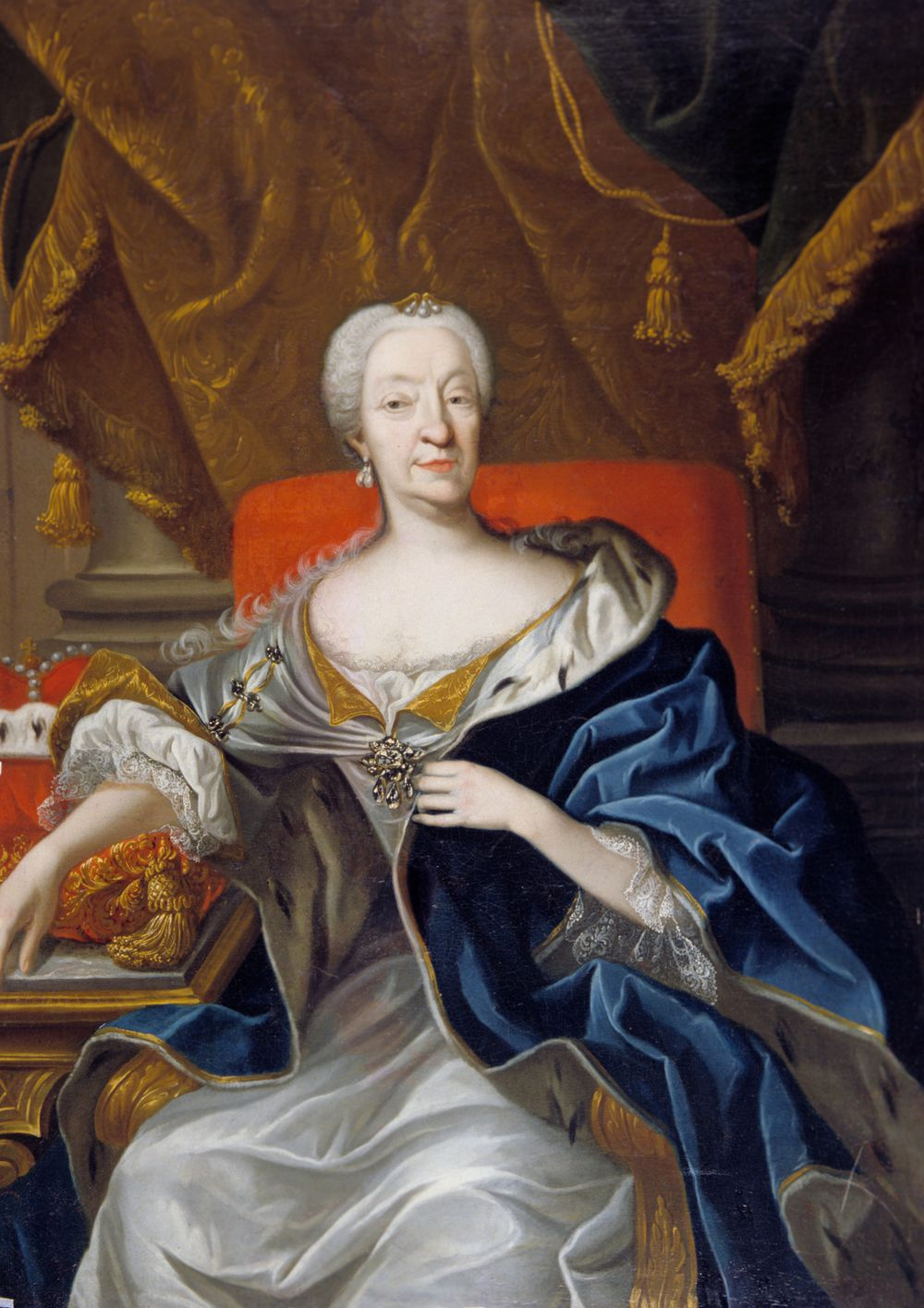
Maddalena Guglielmina di Württemberg, nonna di Carlo Federico di Baden, che fu sua educatrice in gioventù

Carlo Federico era il figlio primogenito del principe ereditario Federico di Baden-Durlach e della principessa Amalia di Nassau-Dietz (13 ottobre 1710 – 17 settembre 1777), figlia del principe Giovanni Guglielmo Friso d'Orange. Dopo l'improvvisa morte di suo padre nel 1732, l'educazione di Carlo Federico e di suo fratello Guglielmo Luigi venne affidata alla loro nonna, Maddalena Guglielmina di Württemberg sino alla morte di quest'ultima nel 1742. La madre, Amalia, a causa della sua presunta pazzia era stata confinata a vita solitaria.
Carlo Federico continuò poi i propri studi all'Università di Losanna e tra il 1743 ed il 1746 compì numerosi viaggi a Parigi e nei Paesi Bassi, ove soggiornò a lungo alla corte di suo zio, Statolder d'Olanda e governatore delle Province Unite dei Paesi Bassi.

### Ascesa al margraviato

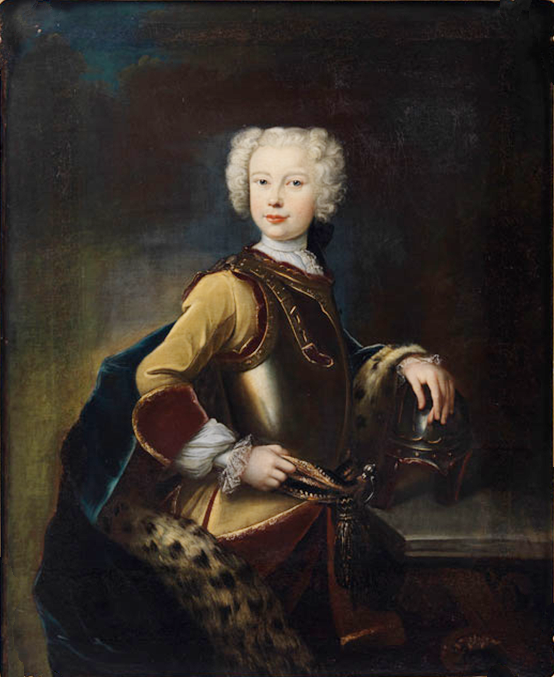
Carlo Federico ritratto da Philipp Heinrich Kisling nel 1738, anno della sua ascesa al margraviato

Alla morte del nonno Carlo III nel 1738, Carlo Federico gli subentrò come reggente del margraviato di Baden-Durlach sotto la tutela dello zio Carlo Augusto sino al 1746, quando raggiunse l'età per governare autonomamente. Nell'agosto del 1747 si recò nuovamente nei Paesi Bassi e poi in Inghilterra, dove presenziò all'apertura del parlamento di quell'anno, per poi fare ritorno dal 1748 nuovamente nei Paesi Bassi. Nel 1750 Carlo Federico si recò in Italia per un viaggio d'istruzione e nuovamente in Inghilterra, per poi rientrare in patria ed iniziare ad occuparsi seriamente degli affari di governo del proprio Stato.

### Primo matrimonio

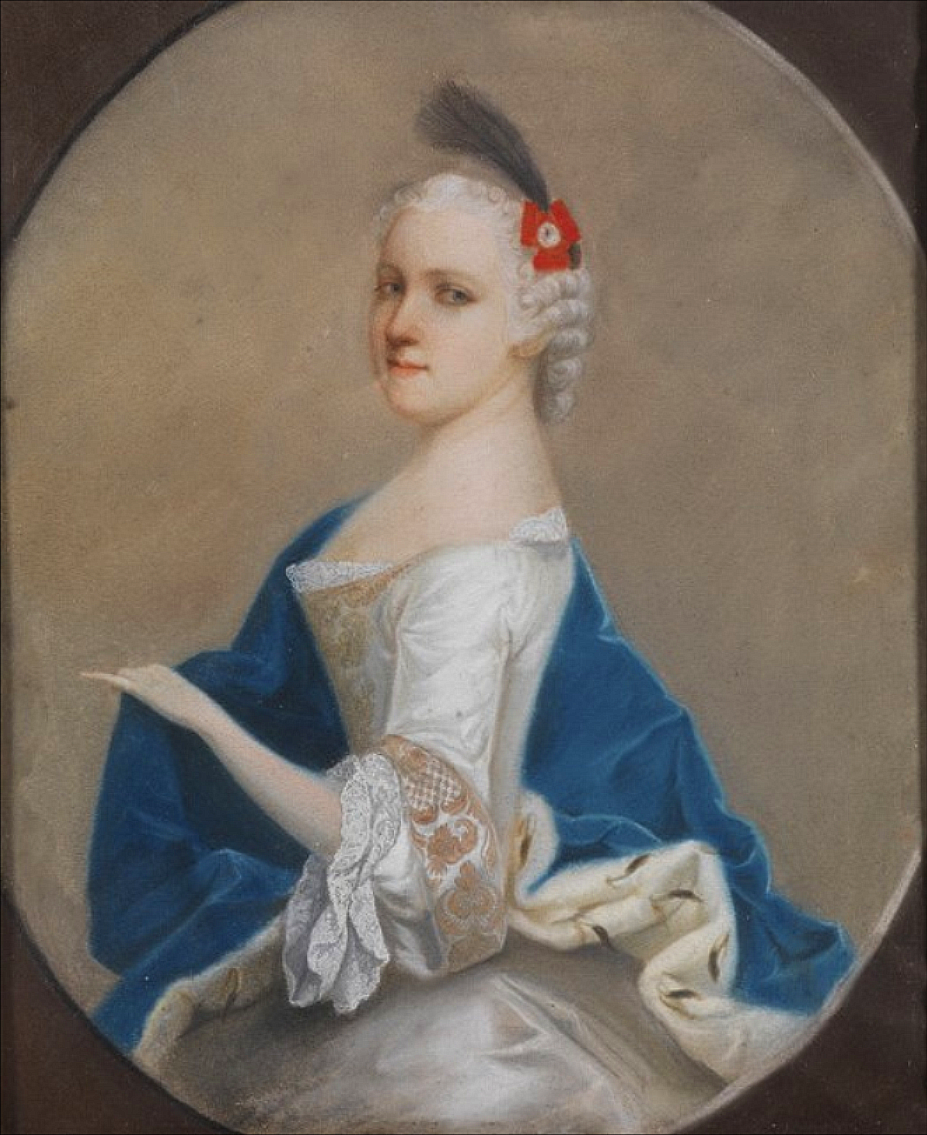
La prima moglie, Carolina Luisa d'Assia-Darmstadt

Carlo Federico sposò, il 28 gennaio 1751, Carolina Luisa d'Assia-Darmstadt, figlia di Luigi VIII d'Assia-Darmstadt e di Carlotta di Hanau-Lichtenberg.

### Margravio di Baden

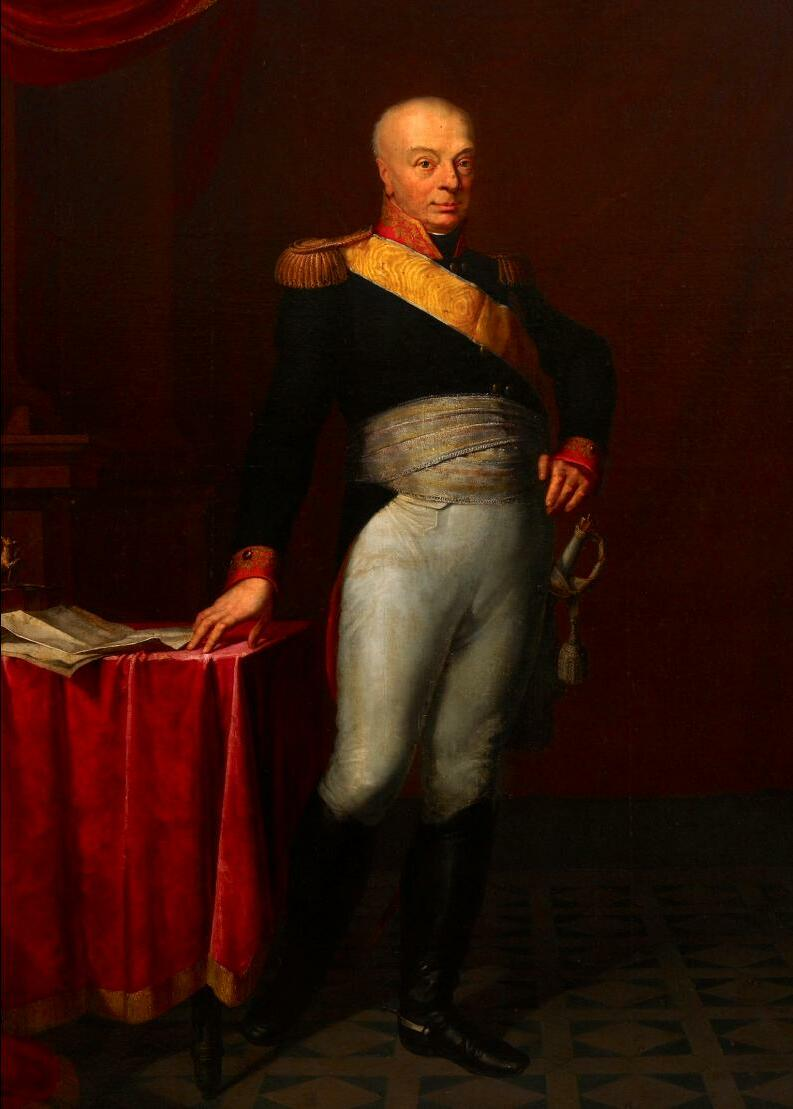
Carlo Federico, margravio di Baden-Baden

Nel 1771 ereditò il margraviato di Baden-Baden dalla Linea di Bernardo, estintasi con la morte del suo lontano cugino Augusto Giorgio. Dopo aver ereditato l'intero margraviato, le terre originarie della regione vennero riunite e Carlo Federico venne proclamato margravio di Baden.

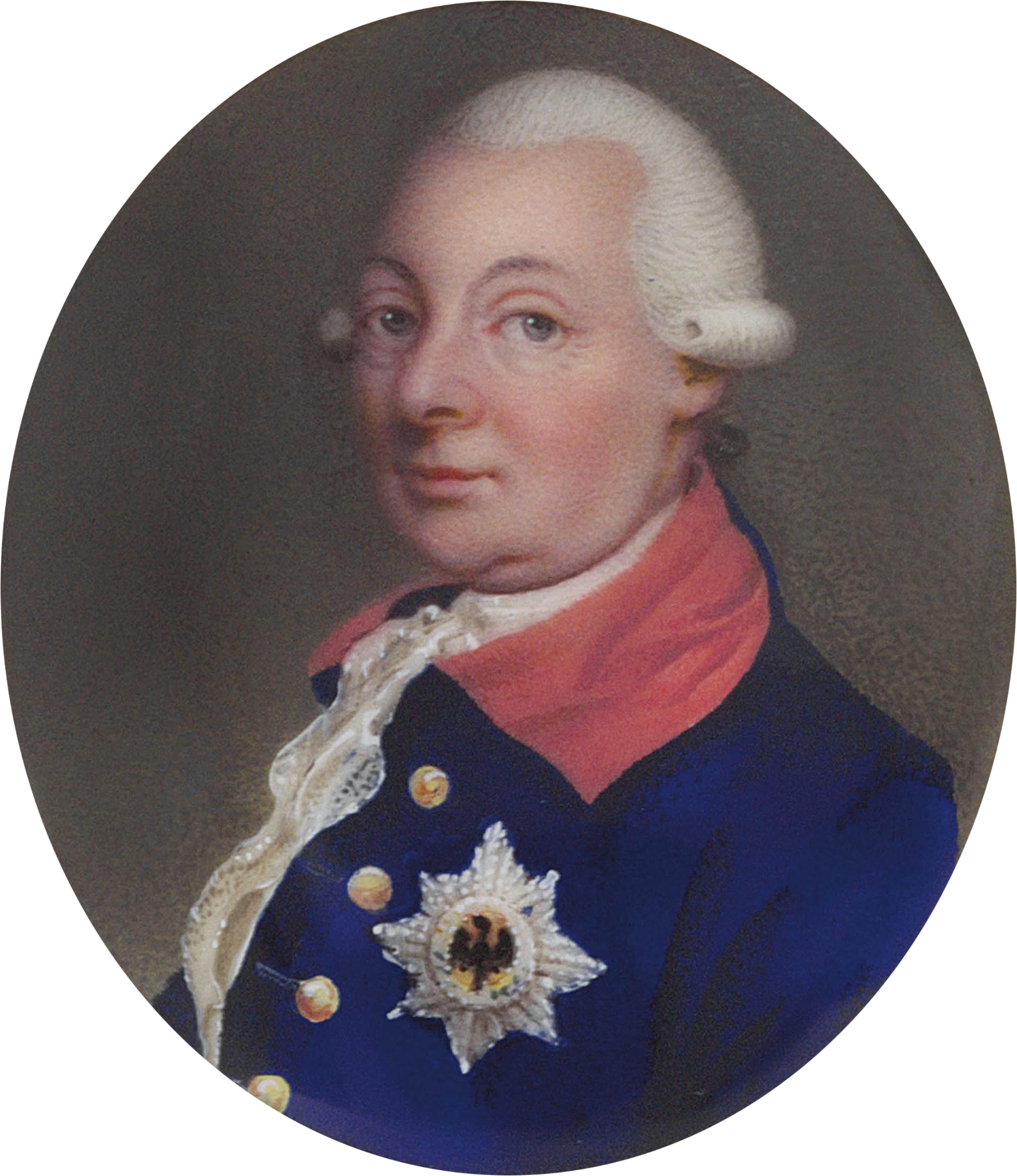
Carlo Federico di Baden ritratto da Johann Heinrich von Hurter

Carlo Federico è  stato riconosciuto dagli storici come uno dei migliori esempi di governante assolutista, sostenitore dell'attività scolastica, delle università, degli studi di giurisprudenza, del servizio civile, dell'economia, della cultura e dello sviluppo urbano, in un periodo di regno di straordinaria durata. Abolì la tortura nel 1767 e il servaggio nel 1783, istituendo anche alcuni tra i primi manicomi della Germania per la cura dei malati. Nel 1767 a Pforzheim fondò una scuola per artigiani specializzata in oreficeria ed orologeria, ancora oggi attiva, con il nome di "Goldschmiedeschule mit Uhrmacherschule Pforzheim", e l'anno successivo aprì una scuola per la formazione degli insegnanti. Sempre nell'ambito della politica interna, garantì autonomia economica ed amministrativa alle maggiori città dei propri domini. Per risollevare l'economia dello Stato puntò anche sull'allevamento e sull'agricoltura, dando lo spunto per la creazione di vasti vigneti, molti da lui personalmente finanziati su possedimenti della sua famiglia. Per stimolare la produzione interna al paese, applicò i principi del colbertismo con pesanti tasse doganali per le importazioni di prodotti esteri.

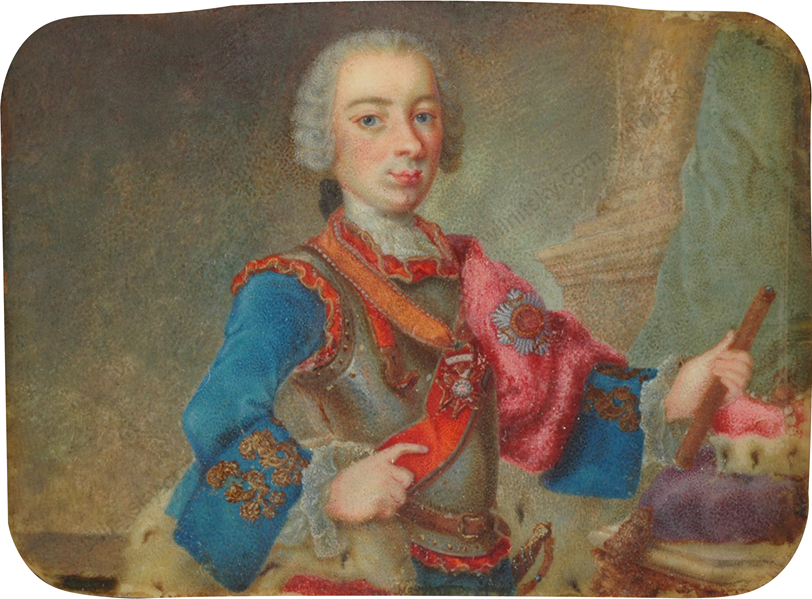
Il margravio Carlo Federico in un ritrattto del Van Sandrart

Nel campo della politica estera, dal 1785 si alleò, con altri principati, sempre più strettamente alla Prussia ed alla sua politica di opposizione all'Austria, in particolare temendo le mire accentratrici di Giuseppe II. Questi giochi di potere non salvarono però il Baden dalle guerre rivoluzionarie contro la Francia che investirono il margraviato nel 1793 e che dal 1794 costrinsero Carlo Federico e la sua famiglia alla fuga verso Ansbach, dove il re di Prussia aveva loro provveduto il locale castello come residenza e dove Carlo Federico assunse il titolo sussidiario di duca di Zähringen. Nel 1796 gli venne proposto il reinsediamento al trono da parte della Francia in caso di rinuncia della fedeltà all'imperatore, ma Carlo Federico rifiutò. L'anno successivo venne riposto sul trono dopo che la Francia rivoluzionaria si fu riappacificata con l'Austria con il Trattato di Campoformio.

### Secondo matrimonio

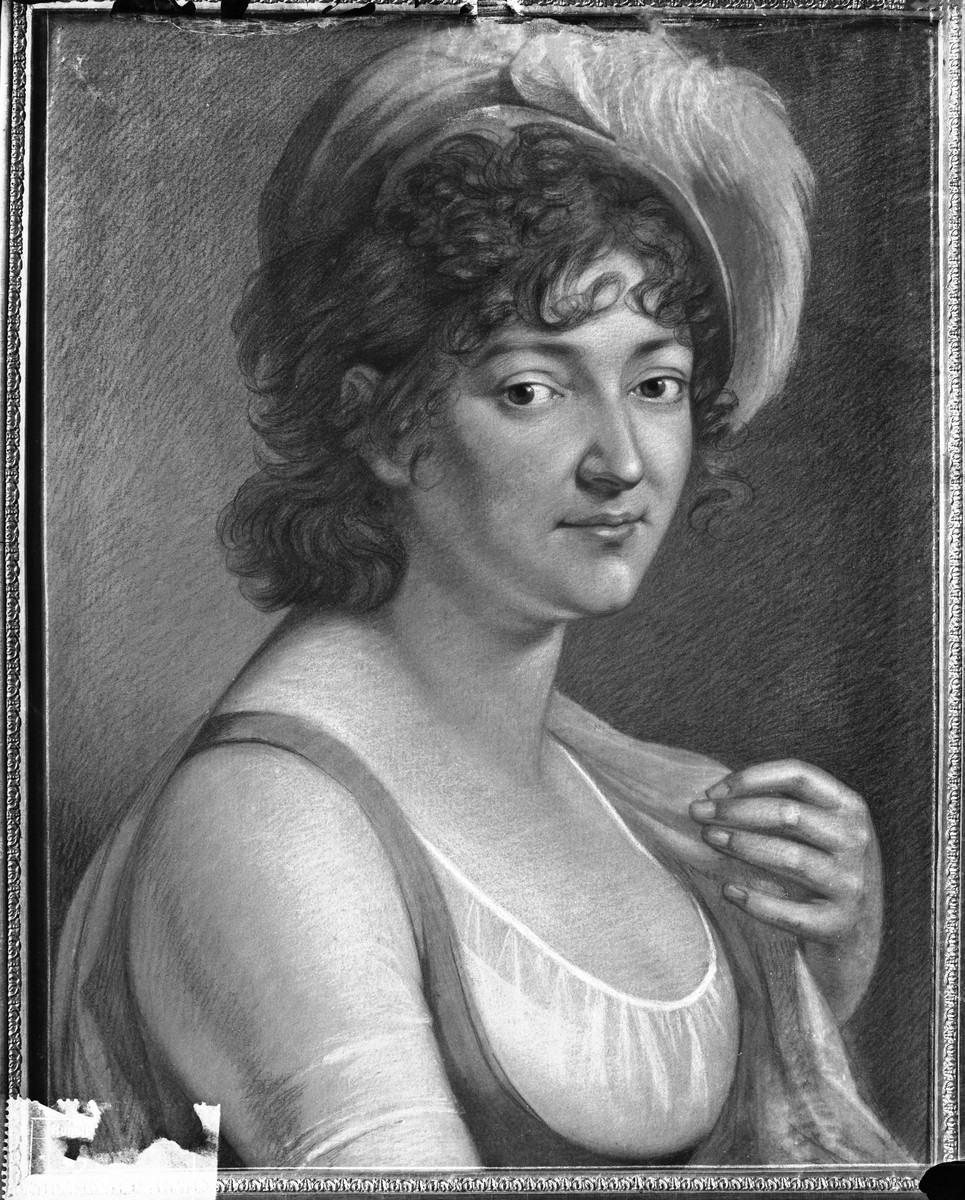
La seconda moglie, Luisa Carolina Geyer di Geyersberg

Carlo Federico sposò in seconde nozze, il 24 novembre 1787, la baronessa Luisa Carolina Geyer di Geyersberg, figlia del barone Luigi Enrico Filippo Geyer di Geyersberg, e di sua moglie, la contessa Massimiliana Cristiana di Sponeck. Questo matrimonio venne considerato originariamente morganatico e i figli nati da questa unione non sarebbero stati in grado di succedere al trono del padre. Luisa venne creata baronessa di Hochberg quando si sposò e contessa di Hochberg nel 1796; entrambi i titoli spettavano anche ai suoi figli.

### Successione dal secondo matrimonio

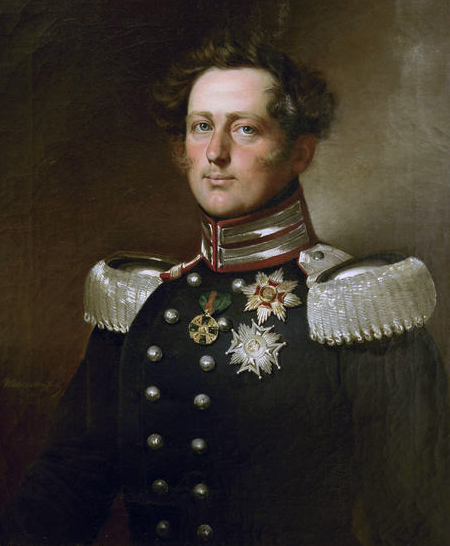
Leopoldo di Baden in un ritratto d'inizio Ottocento

Entro il 1817 tutti i discendenti maschi nati dal primo matrimonio di Carlo Federico erano morti. Per evitare che il Baden venisse ereditato dal successivo erede, il cognato re Massimiliano I Giuseppe di Baviera, il granduca regnante Carlo (primo nipote del granduca) cambiò le leggi di successione per dare alla famiglia dei conti di Hochberg, creatasi con le seconde nozze di Carlo Federico, i pieni diritti dinastici di successione sul Baden. Per questo essi divennero Principi e Principesse di Baden con il titolo di Altezze Granducali. I loro diritti di successione sul Baden vennero rinforzati dalla costituzione concessa nel 1818, riconosciuta dalla Baviera e dalle Grandi Potenze con il Trattato di Francoforte del 1819. Leopoldo, il maggiore dei figli nati dal secondo matrimonio di Carlo Federico, succedette al trono granducale nel 1830.

### Granduca di Baden

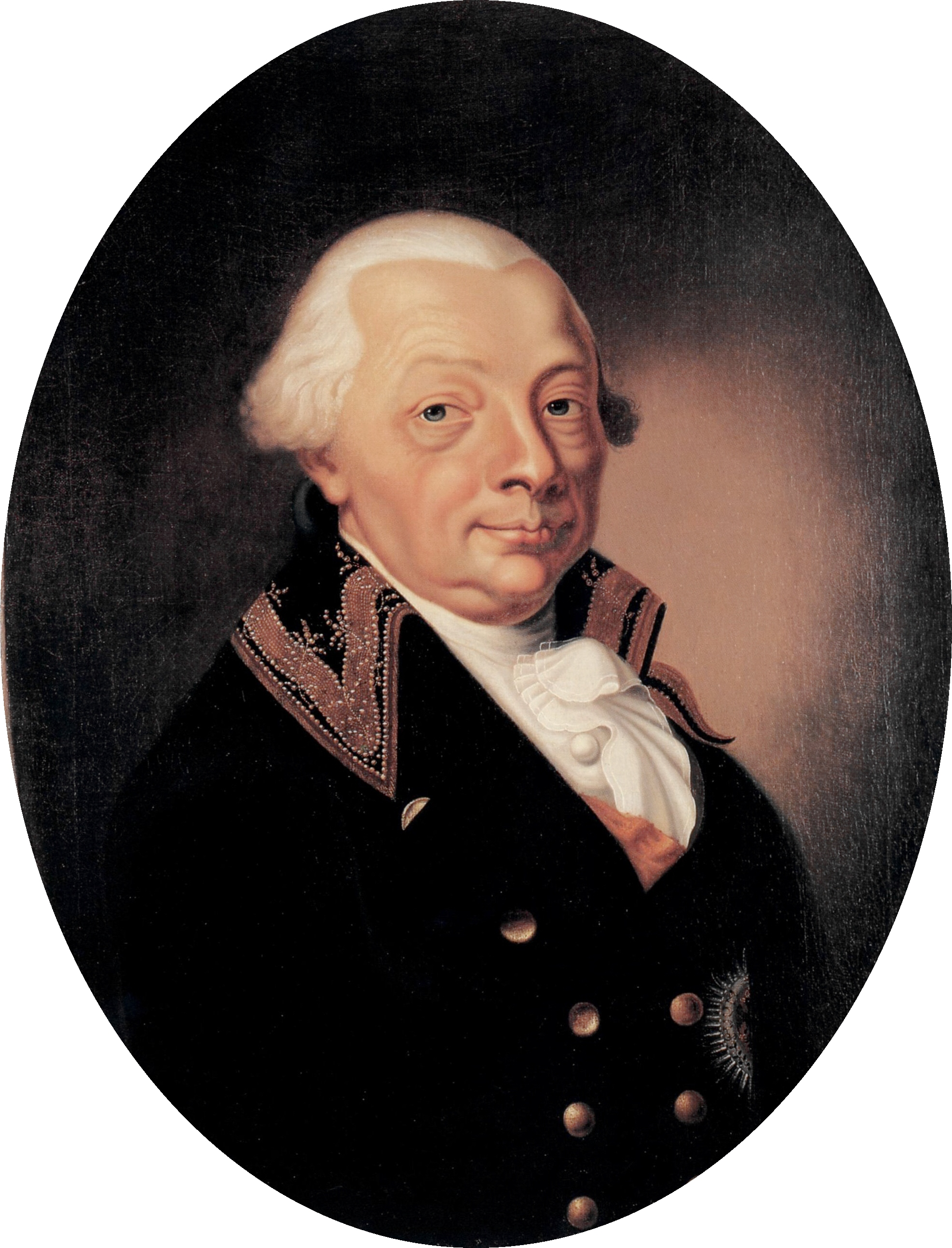
Carlo Federico, primo granduca di Baden, in un ritratto di Johann Ludwig Kisling, 1806/1807

Come risultato della mediatizzazione tedesca, nel 1803 Carlo Federico divenne principe elettore di Baden e, nel 1806, primo granduca di Baden. Attraverso la politica dei propri ministri, tra cui si ricorda il barone Sigismund von Reitzenstein, il Baden acquisì i territori che un tempo erano del Vescovato di Costanza, del Vescovato di Basilea, del Vescovato di Strasburgo, del Vescovato di Spira, della Brisgovia e di Ortenau. Tutto questo favoritismo nei suoi confronti fu essenzialmente dettato dalla benevolenza che Napoleone gli dimostrò a fronte della sua collaborazione dopo la proclamazione dell'impero francese e soprattutto perché lo Stato di Baden era uno degli stati che confinavano direttamente con la Francia e quindi si dimostrava essere un prezioso alleato dei napoleonici come stato cuscinetto tra la Francia ed i territori tedeschi in caso di altri conflitti. Carlo Federico si distinse altresì come massone, aderendo alla loggia inglese e fondandone una a Mannheim, ancora oggi esistente con il nome di Carl zur Eintracht.

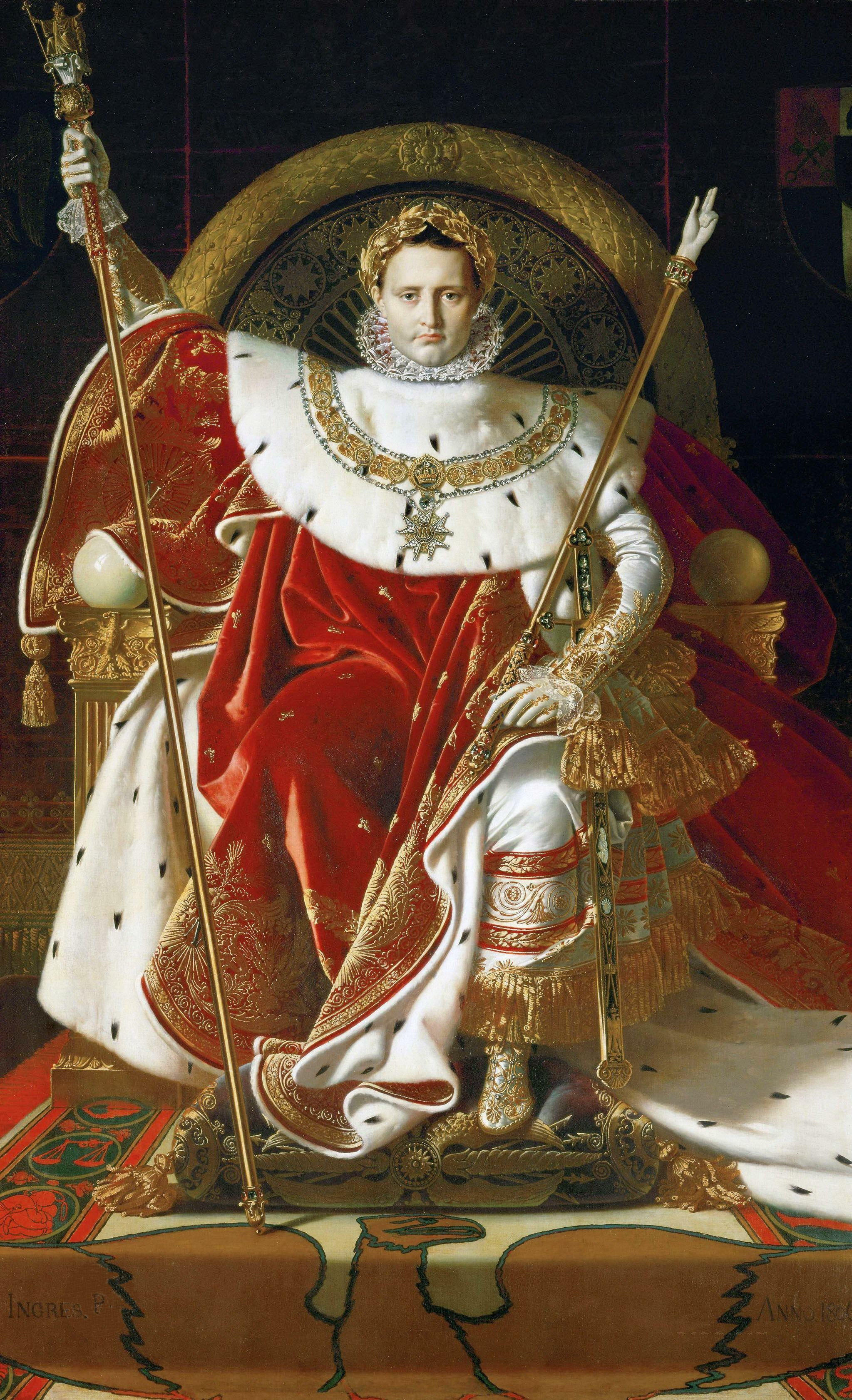
Napoleone Imperatore

Nel 1806 il Baden aderì alla Confederazione del Reno e, per suggellare questo rinnovato patto di amicizia con Napoleone, Carlo Federico diede in sposa suo nipote Carlo di Baden alla figlia adottiva del Bonaparte, Stefania di Beauharnais. Sull'esempio della Francia napoleonica, tra il 1807 ed il 1809, grazie al consigliere privato Brauner, Carlo Federico emanò un nuovo codice di leggi basato su quello napoleonico, slegando il Baden dall'antica legislazione impostata sul diritto romano. Tale sistema giuridico rimase in auge sino al 1899.
Carlo Federico ben sapeva che l'adesione alla Confederazione del Reno avrebbe voluto significare appoggiare Napoleone nelle sue azioni belliche attraverso la concessione di reggimenti e, quando l'imperatore francese mosse guerra all'Austria, egli provò a richiedere di rimanere neutrale, ma senza successo. Dati gli sforzi richiesti al Baden, Napoleone giunse ad offrire a Carlo Federico la corona di re, ma egli rifiutò.

### Ultimi anni e morte

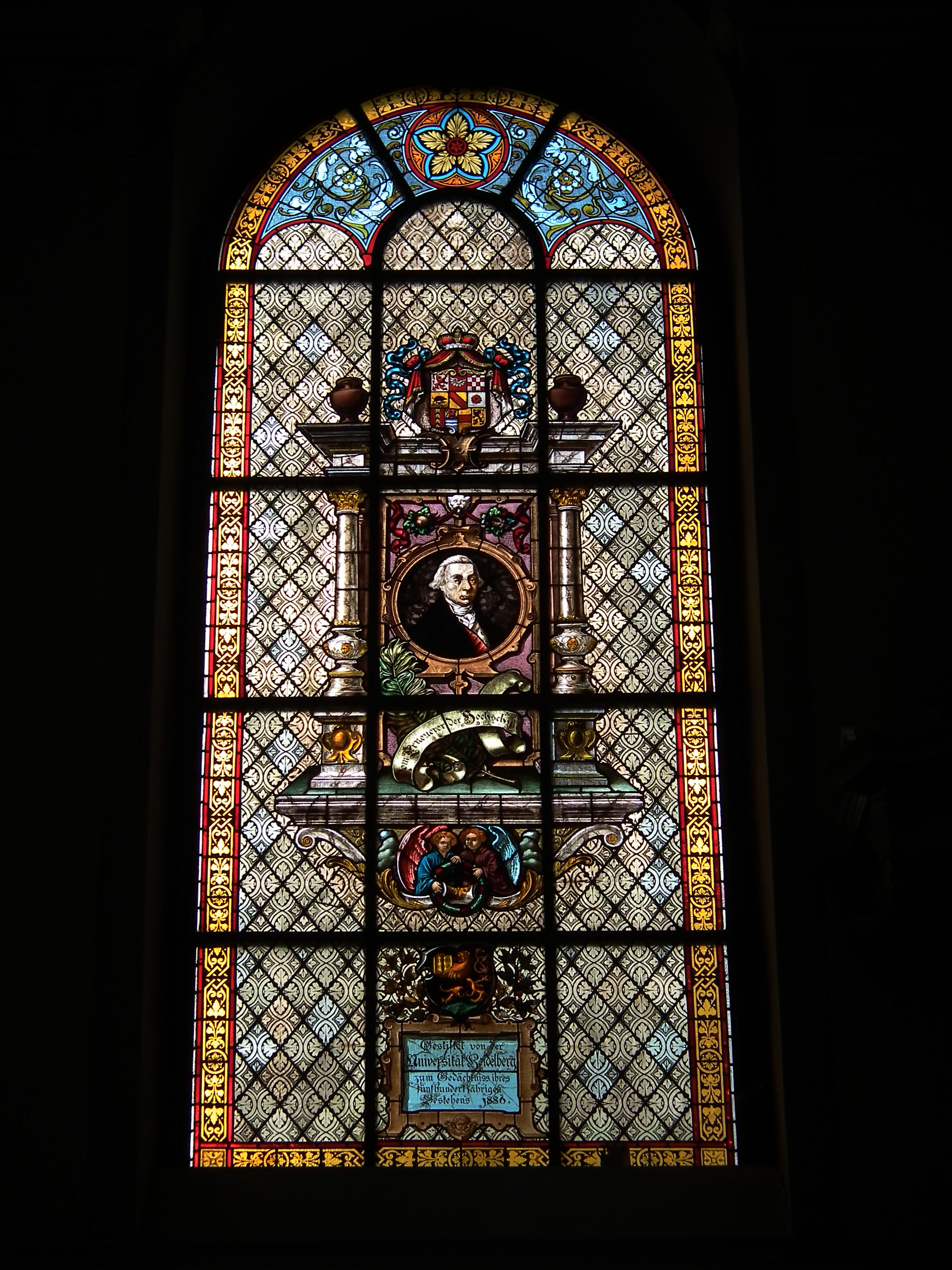
Una vetrata con il volto di Carlo Federico

Negli ultimi difficili del suo governo Carlo Federico venne assistito dal figlio Carlo Luigi ed alla morte di questi nel 1801 l'opera di assistenza venne proseguita da un altro figlio, Luigi, che poi sarà uno dei suoi successori al trono del granducato.
Carlo Federico di Baden morì a Karlsruhe nella notte tra il 10 e l'11 giugno 1811, a 83 anni. Il suo regno era durato ben 62 anni.

## Discendenza
Prima di sposarsi legittimamente, Carlo Federico ebbe una relazione con Elise Barbara Schlutter, dalla quale ebbe un figlio:
- Carl Friedrich Hermann von Freystedt (18 dicembre 1749 - 20 dicembre 1795).

Carlo Federico e Carolina Luisa d'Assia-Darmstadt, sua prima moglie, ebbero i seguenti figli:
- Carlo Luigi (14 febbraio 1755-16 dicembre 1801). Suo figlio, Carlo Luigi Federico, succedette a Carlo Federico, come granduca, alla sua morte nel 1811;
- Federico (29 agosto 1756-28 maggio 1817), sposò il 9 dicembre 1791 Luisa di Nassau-Usingen (16 agosto 1776-19 febbraio 1829), figlia del duca Federico di Nassau-Usingen;
- Luigi (9 febbraio 1763-30 marzo 1830), sposò la contessa Caterina Werner di Langenstein nel 1818. Luigi succedette al nipote Carlo Luigi Federico come granduca nel 1818;
- Un figlio di cui non ci è giunto il nome (nato e morto il 29 luglio 1764);
- Luisa Augusta (8 gennaio-11 gennaio 1767).

Dal secondo matrimonio con la baronessa Luisa Carolina Geyer di Geyersberg. Carlo Federico ebbe i seguenti figli:
- Leopoldo (29 agosto 1790-24 aprile 1852);
- Guglielmo (8 aprile 1792-11 ottobre 1859);
- Federico Alessandro (10 giugno-18 giugno 1793);
- Amalia (26 gennaio 1795-14 settembre 1869), sposò il 19 aprile 1818 Carlo Egon II di Fürstenberg;
- Massimiliano (8 dicembre 1796-6 marzo 1882).

## Sviluppo territoriale del Baden
All'inizio del regno di Carlo Federico (1746), la contea di Baden-Durlach aveva poco meno di 90.000 abitanti ed una superficie di 1631 km². Dopo la sua morte (1811) il granducato comprendeva 260.000 km² di territorio con circa 930.000 abitanti totali.
Il ruolo di Carlo Federico durante gli anni del suo governo nello sviluppo territoriale del Baden gli permise di acquisire molti piccoli domini che componevano alcuni stati del Sacro Romano Impero ed in particolare le maggiori acquisizioni gli pervennero dagli ex stati ecclesiastici tedeschi che seguirono alla mediatizzazione dell'Impero nel 1803. Già dal 1771, ad ogni modo, con l'unione tra Baden-Durlach e Baden-Baden il territorio si era notevolmente ampliato, anche se questo cambiamento non fu sempre bene accolto e soprattutto venne fortemente criticato da molti principi contemporanei all'unione dei due margraviati in quanto il Baden-Durlach, prima un piccolo Stato tedesco, si stagliava ora tra i medi stati del Sacro Romano Impero
La trasformazione territoriale del Baden ebbe luogo in fasi differenti:
- 1771 - riunione dei due margraviati del Baden, il Baden-Durlach ed il Baden-Baden per formare il margraviato di Baden;
- 1796 - il margraviato di Baden perde delle zone attorno all'area del Reno a favore della Francia;
- 1803 - il margraviato ottiene numerose aree dalla mediatizzazione imperiale degli ex stati ecclesiastici;
- 1805 - la Pace di Presburgo concede al Baden ulteriori territori;
- 1806 - il margraviato diviene granducato e con l'adesione alla Confederazione del Reno ottiene molti territori come il Principato di Fürstenberg.

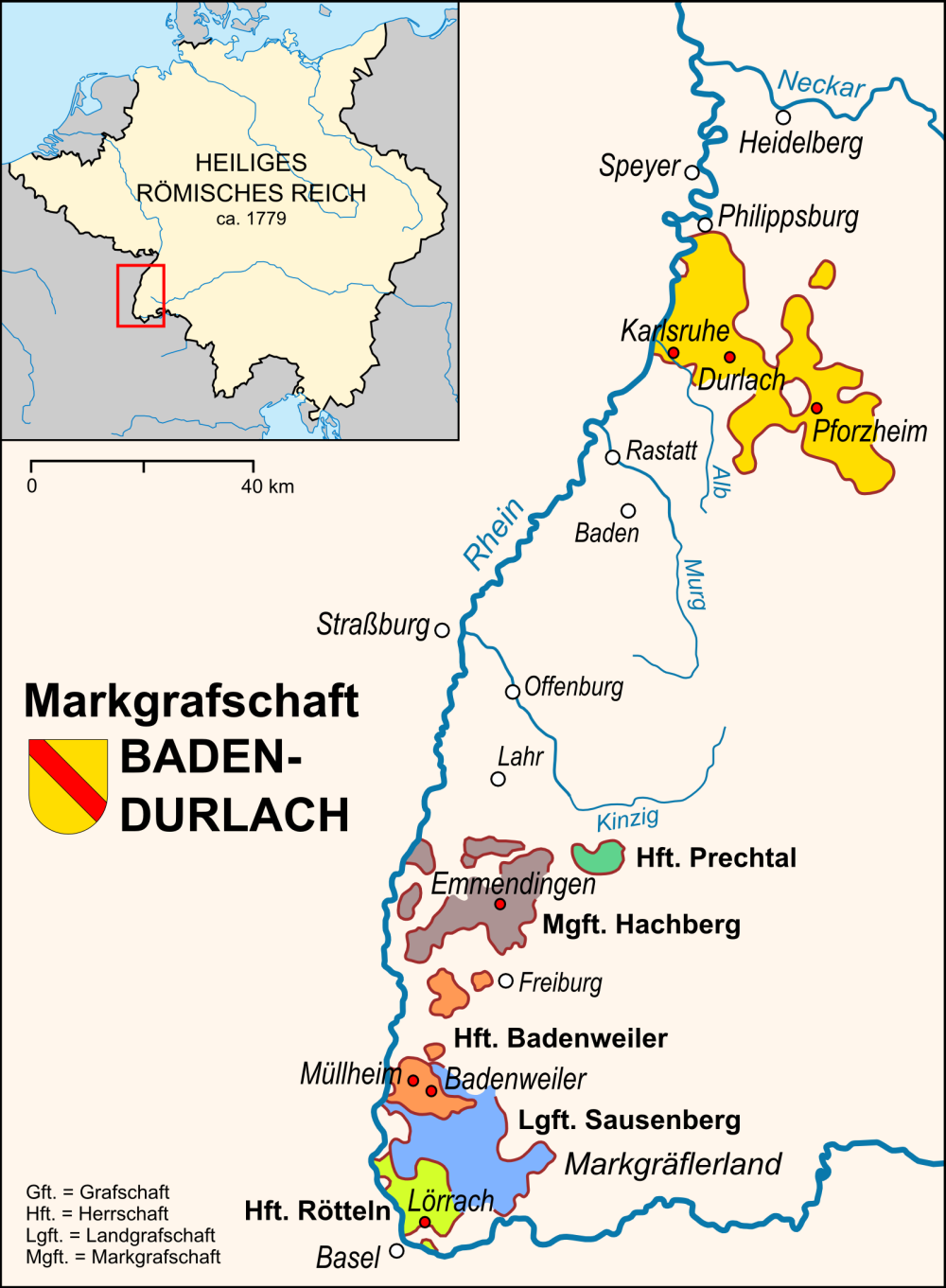
Il margraviato di Baden-Durlach 1535 - 1771
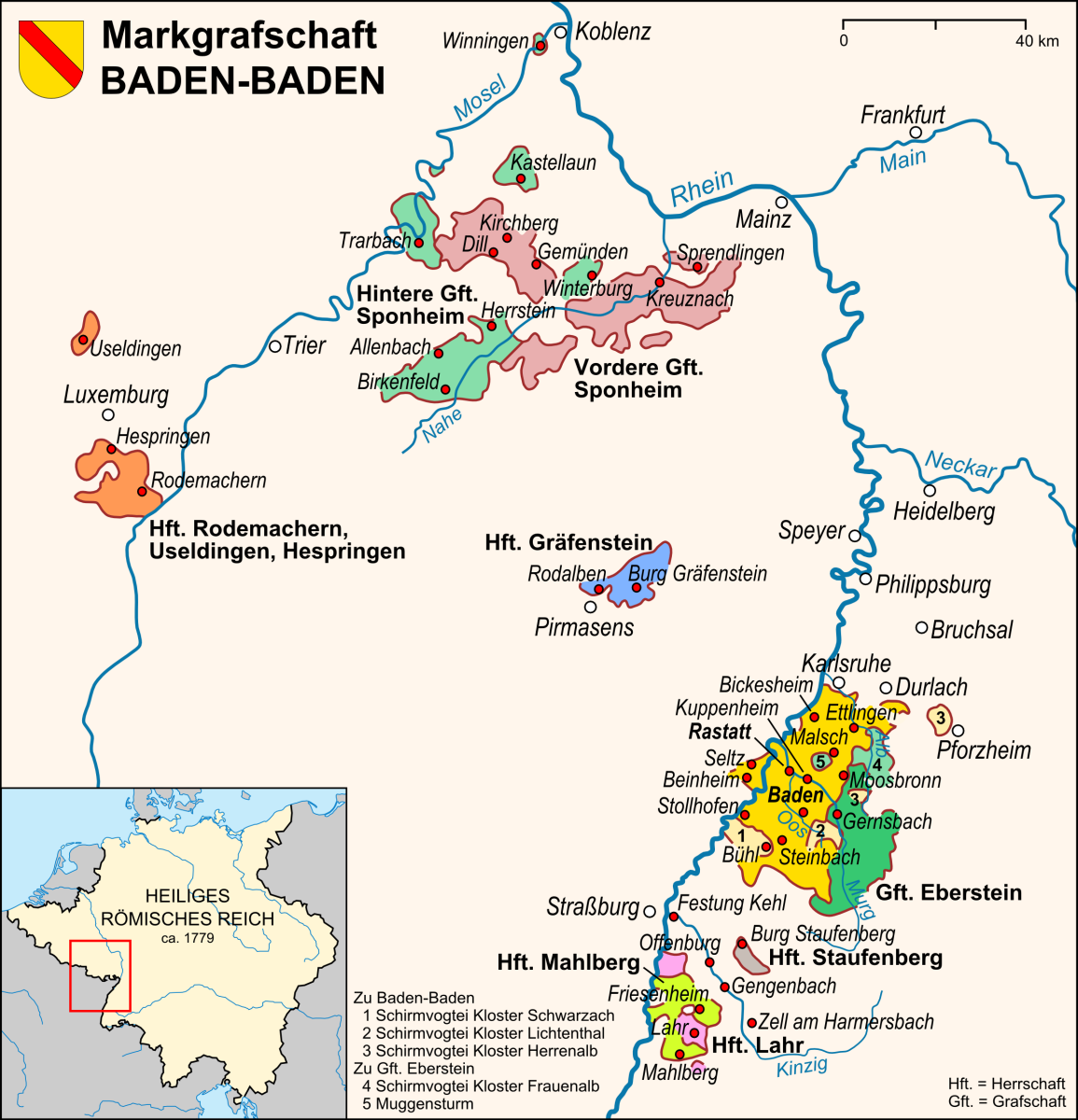
Il margraviato di Baden-Baden 1535 - 1771
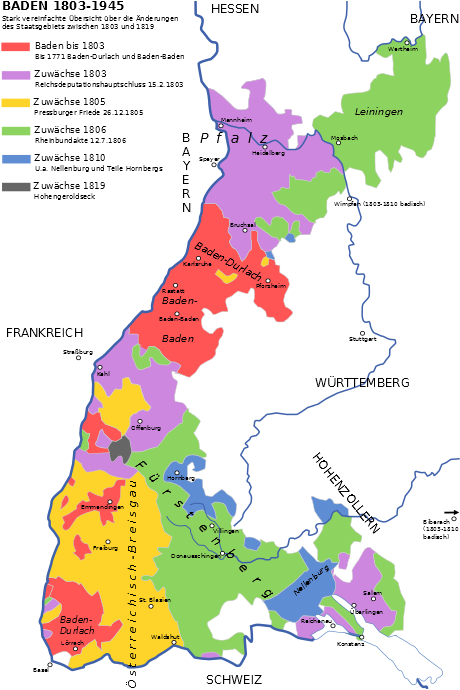
Principato elettorale/Granducato di Baden 1803–1819

## Carlo Federico e il cattolicesimo

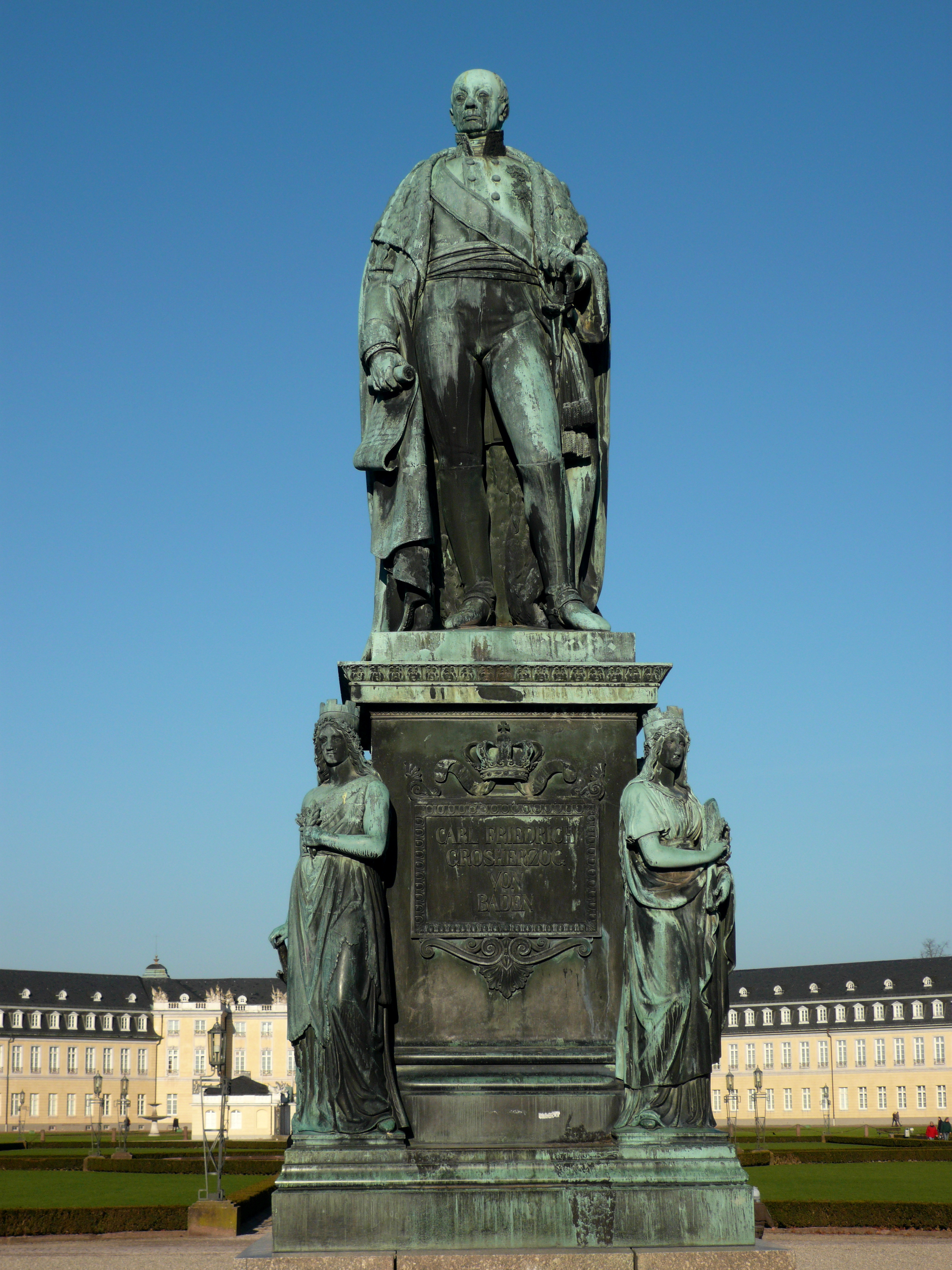
Statua di Carlo Federico presso il Castello di Karlsruhe.

La contea di Baden-Durlach era divenuta protestante da quando Carlo II nel 1556 si era convertito al protestantesimo, pur permettendo ad altre confessioni di permanere. I cattolici nel Baden-Durlach all'epoca di Carlo Federico costituivano una piccola minoranza (circa il 5%) e solo una manciata di comuni era rimasta di fede cattolica. Il margravio si dimostrò sempre molto aperto alle altre religioni e nel 1768 emise un decreto col quale veniva permesso anche ai cattolici di erigere chiese e luoghi di culto anche in città protestanti.
Questa benevolenza di Carlo Federico verso la causa cattolica era essenzialmente dovuta a due fattori: il primo era certamente una naturale propensione di Carlo Federico a convertirsi al cattolicesimo, mai attuata e mai dichiarata, ma sempre presente nella sua vita e ricordata da alcuni scrittori d'epoca, oltre al fatto che dal 1765 era ormai chiaro che alla morte del lontano cugino Augusto Giorgio di Baden-Baden i suoi territori sarebbero passati sotto la sua direzione. Mentre il Baden-Durlach era di fede protestante, il Baden-Baden era rimasto cattolico e per questo motivo l'integrazione tra i due stati anche sotto il piano religioso non poteva attuarsi; si rese quindi necessaria una politica conciliatrice per evitare che questo potesse avere delle ripercussioni anche in campo politico e amministrativo.

### Disputa col Vescovo di Spira
Il principe-vescovo di Spira, Augusto di Limburg-Stirum, non appena si rese nota l'unione tra il Baden-Baden ed il Baden-Durlach aveva cercato di presentarsi come il protettore della popolazione cattolica del Baden nella speranza di poter ingrandire i propri domini secolari, appoggiato in questo dalla principessa Maria Vittoria d'Arenberg, moglie del defunto margravio di Baden-Baden. Fu la principessa Maria del resto a presentare nel 1777 una lettera alla città di Baden-Baden contro l'operato e gli intenti di Carlo Federico, evidenziando il rischio di una totale soppressione delle organizzazioni cattoliche a favore di quelle protestanti. A questo punto venne eletto un legale rappresentante dell'opposizione cattolica che era un membro della Diocesi di Strasburgo e che quindi a Baden non aveva alcun interesse personale. Ad opporsi a questa "tutela esterna" vennero chiamati anche Federico II di Prussia ed il re d'Inghilterra oltre a quelli di Svezia e Danimarca e ben presto la questione raggiunse dimensioni internazionali. Nel 1790, dopo anni di lotte interne, Carl Federico riuscì a concordare col principe-vescovo di Spira i diritti di quest'ultimo sulla diocesi.

## Carlo Federico e la fisiocrazia

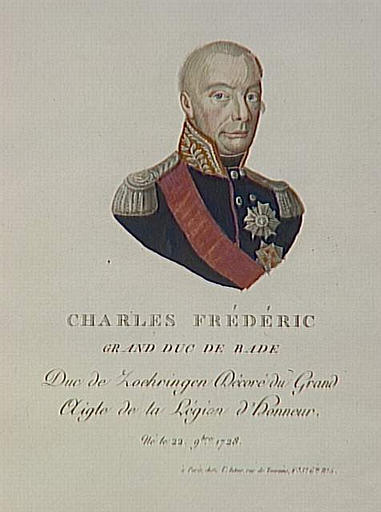
Carlo Federico di Baden

Il margravio Carlo Federico ebbe modo durante i suoi studi di approfondire lo studio della fisiocrazia francese e dal 1769 intrattenne una corrispondenza coi filosofi Honoré Gabriel Riqueti de Mirabeau e Pierre Samuel Dupont de Nemours. Nell'estate del 1771 Carlo Federico si recò a Parigi ove incontrò personalmente Mirabeau e Du Pont al punto che quest'ultimo, nel 1773, volle ricambiare la visita e frequentò assiduamente la corte di Karlsruhe.
Carlo Federico compose anche un'opera sulle idee fisiocratiche dal titolo "Abrégé des principes de l'économie politique" che venne pubblicata nel 1772 da Mirabeau a Parigi.
Il vivo interesse del marchese sull'economia è attestata anche da Johann Wolfgang von Goethe che per breve tempo nel 1775 soggiornò alla corte di Karlsruhe durante il suo viaggio verso la Svizzera. Nel 1763 Carlo Federico venne nominato rappresentante in Germania del gruppo dei fisiocratici ed il margravio si servì di Johann August Schlettwein, un fisiocratico, per migliorare la situazione agricola dello Stato in particolare nei villaggi di Dietlingen, Bahlingen am Kaiserstuhl e Teningen, ma tutti e tre gli esperimenti non conclusero grandi risultati.

## Ascendenza
|                                      |                                    |                                                        | Genitori                             |  |  | Nonni |  |  | Bisnonni                      |  |  | Trisnonni                    |  |
|                                      |                                    |                                                        |                                      |  |  |       |  |  | Federico VII di Baden-Durlach |  |  | Federico VI di Baden-Durlach |  |
|                                      |                                    |                                                        |                                      |  |  |       |  |  | Federico VII di Baden-Durlach |  |  | Federico VI di Baden-Durlach |  |
|                                      |                                    | Cristina Maddalena del Palatinato-Zweibrücken-Kleeburg |                                      |  |  |       |  |  | Federico VII di Baden-Durlach |  |  |                              |  |
| Carlo III Guglielmo di Baden-Durlach |                                    |                                                        |                                      |  |  |       |  |  | Federico VII di Baden-Durlach |  |  |                              |  |
|                                      |                                    | Augusta Maria di Holstein-Gottorp                      | Federico III di Holstein-Gottorp     |  |  |       |  |  |                               |  |  |                              |  |
|                                      |                                    | Augusta Maria di Holstein-Gottorp                      | Federico III di Holstein-Gottorp     |  |  |       |  |  |                               |  |  |                              |  |
|                                      |                                    | Augusta Maria di Holstein-Gottorp                      | Maria Elisabetta di Sassonia         |  |  |       |  |  |                               |  |  |                              |  |
| Federico di Baden-Durlach            |                                    | Augusta Maria di Holstein-Gottorp                      |                                      |  |  |       |  |  |                               |  |  |                              |  |
|                                      |                                    | Guglielmo Ludovico di Württemberg                      | Eberardo III di Württemberg          |  |  |       |  |  |                               |  |  |                              |  |
|                                      |                                    | Guglielmo Ludovico di Württemberg                      | Eberardo III di Württemberg          |  |  |       |  |  |                               |  |  |                              |  |
|                                      |                                    | Guglielmo Ludovico di Württemberg                      | Barbara Sofia di Brandeburgo         |  |  |       |  |  |                               |  |  |                              |  |
| Maddalena Guglielmina di Württemberg |                                    | Guglielmo Ludovico di Württemberg                      |                                      |  |  |       |  |  |                               |  |  |                              |  |
|                                      |                                    | Maddalena Sibilla d'Assia-Darmstadt                    | Luigi VI d'Assia-Darmstadt           |  |  |       |  |  |                               |  |  |                              |  |
|                                      |                                    | Maddalena Sibilla d'Assia-Darmstadt                    | Luigi VI d'Assia-Darmstadt           |  |  |       |  |  |                               |  |  |                              |  |
|                                      |                                    | Maddalena Sibilla d'Assia-Darmstadt                    | Maria Elisabetta di Holstein-Gottorp |  |  |       |  |  |                               |  |  |                              |  |
| Carlo Federico di Baden              |                                    | Maddalena Sibilla d'Assia-Darmstadt                    |                                      |  |  |       |  |  |                               |  |  |                              |  |
|                                      | Enrico Casimiro II di Nassau-Dietz | Guglielmo Federico di Nassau-Dietz                     |                                      |  |  |       |  |  |                               |  |  |                              |  |
|                                      | Enrico Casimiro II di Nassau-Dietz | Guglielmo Federico di Nassau-Dietz                     |                                      |  |  |       |  |  |                               |  |  |                              |  |
|                                      | Enrico Casimiro II di Nassau-Dietz | Albertina Agnese d'Orange                              |                                      |  |  |       |  |  |                               |  |  |                              |  |
| Giovanni Guglielmo Friso d'Orange    | Enrico Casimiro II di Nassau-Dietz |                                                        |                                      |  |  |       |  |  |                               |  |  |                              |  |
|                                      |                                    | Enrichetta Amalia di Anhalt-Dessau                     | Giovanni Giorgio II di Anhalt-Dessau |  |  |       |  |  |                               |  |  |                              |  |
|                                      |                                    | Enrichetta Amalia di Anhalt-Dessau                     | Giovanni Giorgio II di Anhalt-Dessau |  |  |       |  |  |                               |  |  |                              |  |
|                                      |                                    | Enrichetta Amalia di Anhalt-Dessau                     | Enrichetta Caterina d'Orange         |  |  |       |  |  |                               |  |  |                              |  |
| Amalia di Nassau-Dietz               |                                    | Enrichetta Amalia di Anhalt-Dessau                     |                                      |  |  |       |  |  |                               |  |  |                              |  |
|                                      |                                    | Carlo I d'Assia-Kassel                                 | Guglielmo VI d'Assia-Kassel          |  |  |       |  |  |                               |  |  |                              |  |
|                                      |                                    | Carlo I d'Assia-Kassel                                 | Guglielmo VI d'Assia-Kassel          |  |  |       |  |  |                               |  |  |                              |  |
|                                      |                                    | Carlo I d'Assia-Kassel                                 | Edvige Sofia di Brandeburgo          |  |  |       |  |  |                               |  |  |                              |  |
| Maria Luisa d'Assia-Kassel           |                                    | Carlo I d'Assia-Kassel                                 |                                      |  |  |       |  |  |                               |  |  |                              |  |
|                                      |                                    | Amalia di Curlandia                                    | Giacomo Kettler                      |  |  |       |  |  |                               |  |  |                              |  |
|                                      |                                    | Amalia di Curlandia                                    | Giacomo Kettler                      |  |  |       |  |  |                               |  |  |                              |  |
|                                      |                                    | Amalia di Curlandia                                    | Luisa Carlotta di Brandeburgo        |  |  |       |  |  |                               |  |  |                              |  |
|                                      |                                    | Amalia di Curlandia                                    |                                      |  |  |       |  |  |                               |  |  |                              |  |